# Инге Декер
Инге Декер (хол. Inge Dekker; рођена 18. августа 1985) је репрезентативка Холандије у пливању. Њена специјалност је пливање делфин и слободним стилом.
Вишеструка је европска, светска и олимпијска победница. Учествовала је три пута на Летњим олимпијским играма и трострука је освајачица олимпијске медаље у штафети 4х100 метара слободним стилом за Холандију. На Играма 2012. у Лондону освојила је сребрну медаљу у штафети слободним стилом.

## Лични рекорди
| Мали базени    | Мали базени | Мали базени        | Мали базени          |
| Дисциплина     | резултат    | Датум              | Место                |
| -------------- | ----------- | ------------------ | -------------------- |
| 50 м слободно  | 24,46       | 14. децембар 2012. | Дебрецин, Мађарска   |
| 100 м слободно | 53,67       | 21. децембар 2012. | Амстердам, Холандија |
| 200 м слободно | 1:54,89     | 22. децембар 2007. | Амстердам, Холандија |
| 50 м лептир    | 25,60       | 11. април 2008.    | Манчестер, Енглеска  |
| 100 м лептир   | 56,82       | 16. децембар 2007. | Дебрецин, Мађарска   |
| 200 м лептир   | НР 2:09,98  | 7. децембар 2006.  | Хелсинки, Финска     |

| Велики базени  | Велики базени | Велики базени    | Велики базени        |
| Дисциплина     | резултат      | Датум            | Место                |
| -------------- | ------------- | ---------------- | -------------------- |
| 50 м слободно  | 24,78         | 9. фебруар 2008. | Ајндховен, Холандија |
| 100 м слободно | 53,77         | 18. март 2008.   | Ајндховен, Холандија |
| 200 м слободно | 1:57,47       | 16. април 2009.  | Амстердам, Холандија |
| 50 м лептир    | 25,89         | 18. март 2008.   | Ајндховен, Холандија |
| 100 м лептир   | 57,82         | 25. март 2007.   | Мелбурн, Аустралија  |